# Чобан-Чокрак

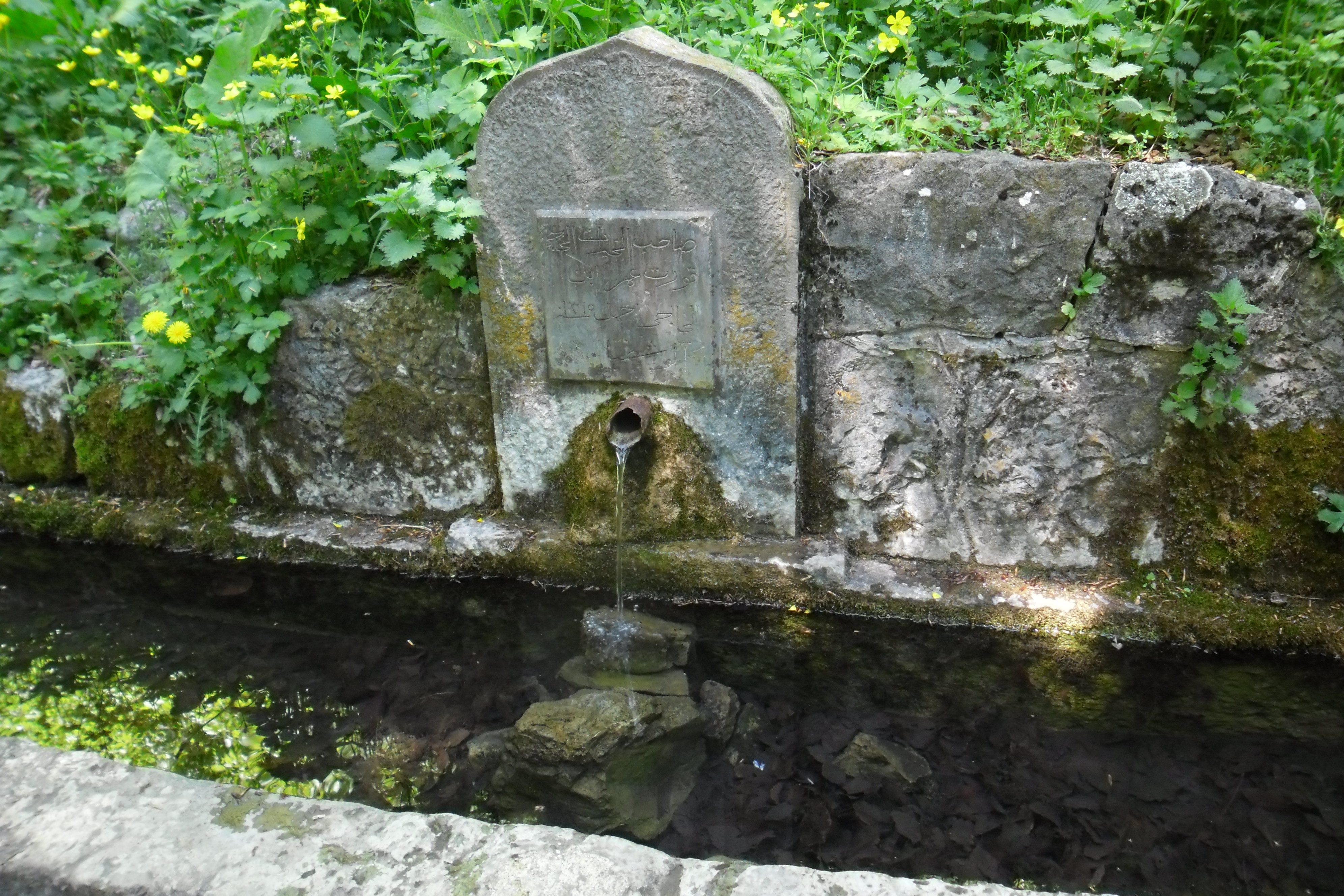
Чобан-Чокрак, травень 2013 р.

Чобан Чокрак або Арабське — джерело в Криму. Розташоване на Демерджі, в урочищі Джурла неподалік від однойменного водоспаду на річці з такою ж назвою. Джерело Чобан Чокрак не пересихає, вода тут є цілий рік.